# 異能偵探
《異能偵探》是楊穎 (作家)筆下的推理小說系列，第一集《瞬間殺手》於2007年7月出版，第二集《不死復仇者》於2007年11月出版，第三集《騷靈啞女》於2011年6月出版，第四集《野獸之影》於2012年7月出版，第五集《元素遊戲》於2013年9月出版。
故事揉合推理、奇幻、格鬥於一身，為讀者帶來新鮮感。

## 骨幹人物
洛克，代號Student，異能人協會MEGA成員，隸屬行動組，雙手能發放名為「狙擊箭」的能量球攻擊對方。
自古老大宅醒來後喪失記憶，僅存的記憶也被證實為虛構。洛克腦海中唯一記得的人是花月兒，莫名地有又愛又恨的感覺。
茫然間，巧遇異能人協會MEGA行動組執行職務，陰差陽錯地繼承了盛天捷的異能，於是接受邀請加入MEGA協助查案，並追尋自己的身份。
在MEGA安排下重新入讀中學，是花月兒同班同學。
霍無偽，代號Appreciator，異能人協會MEGA成員，隸屬偵探組，眼睛及雙手能閱讀別人的思想。
本身為白化病患者，為了避免異能為生活帶來的不便，平時必須戴上特製眼鏡和手套。
霍無邪，代號librarian，不是異能人，只是一個影像，負責管理資料
萬世家，代號Guardian，異能人協會MEGA會長，人稱「世叔」。外表如十歲小孩，自稱已有六十多歲，終日遊戲機不離手，對世事卻了然於胸。
花月兒，神秘女生，有拋擲銅板的異能。性格倔強，對懷有異能的來由守口如瓶。是洛克同班同學。
森遜，代號coolie，異能為無觸覺加天生神力
穆佰連代號hunter，失明失聰，口齒也不清，異能為第六感
宫商角異能為操控聲音和音樂控制別人情緖。

## 異能人協會MEGA
MEGA全名是Mutative Ethnic Group Association，通常稱為異能人協會，或譯作突變人種協會，發起人為萬世家。成立目的是聯合散落在世界各地身體突然出現基因突變的人，互相幫忙、守望相助，了解自己身體的特殊情況，漸漸投入新生活。
協會內之行動組，接辦由警方「無法分類事件調查科」（Unidentified Case Bureau，UCB）委派之案件。

## 作品
1. 瞬間殺手
2. 不死復仇者
3. 騷靈啞女
4. 野獸之影
5. 元素遊戲